# フロンティアサーチ〜偉大なる初調査〜
『フロンティアサーチ～偉大なる初調査～』（フロンティアサーチ～いだいなるはつちょうさ～）は、日本テレビ系列で2022年4月に放送されたドキュメンタリー番組。

## 出演者
- カズレーザー
- 石川みなみ（日本テレビアナウンサー）

## スタッフ
- 企画・演出：高橋敬治
- 構成：塩野智章、田代裕、八代丈寛
- カメラ：餅原信一郎
- AUD：東坂卓哉
- 美術プロデューサー：大川明子
- メイク：畠山紗矢香
- CG：平池優太（ヌーベルアージュ）
- イラスト：岩垣孝幸、さえきけんすけ
- 編集：江川武尊（ヌーベルアージュ）
- MA：小田嶋広貴（ヌーベルアージュ）
- 技術協力：Day book
- 音効：小田切暁
- TK：田中彩
- 協力：池袋HUMAXシネマズ、ZOOM
- 写真提供：木下裕史、アフロ、イメージマート
- リサーチ：金田佑馬、田中奈緒
- デスク：木村りえ
- ディレクター：田中雄大、今村光宏、丸谷敬典、清野翔太郎/池永峻、手塚沙央理、岡野功太
- プロデューサー：合田伊知郎、渡辺紘子
- チーフプロデューサー：倉田忠明
- 制作協力：テレバイダー
- 製作著作：日本テレビ